# Parc Chanteur
Le parc Chanteur est un espace vert situé à Villeurbanne, entre les quartiers de Charpennes-Tonkin et de Gratte-Ciel. D'une surface de 6 250 m², il est ceinturé par les rues Francis de Pressensé au sud, Colin à l'est, Jean Ottavi au nord et Descartes à l'ouest.
Le parc a été créé en 1994 sur des terrains occupés auparavant par des usines et des bâtiments, mais aussi sur d'anciennes terres maraîchères cultivées par la famille Chanteur sur 12 000 m². Les platanes de l'ancienne maison "Chanteur" ont été conservés. Le parc a été agrandi en 2016 sur 1 600 m² contre la rue Descartes, dans un esprit de "promenade écologique" avec des ambiances végétales différentes.
Il dispose de nos jours d'une large pelouse, d’une aire de fitness de plein air équipée d’agrès sportifs, d'espaces de discussion, d'une aire de jeux pour enfants et d'un bois sauvage.

L'entrée principale se situe au carrefour des rues Francis de Pressensé et Colin. Deux autres entrées secondaires débouchent sur les rues Descartes et Jean Ottavi, par passage sous les immeubles d'habitations

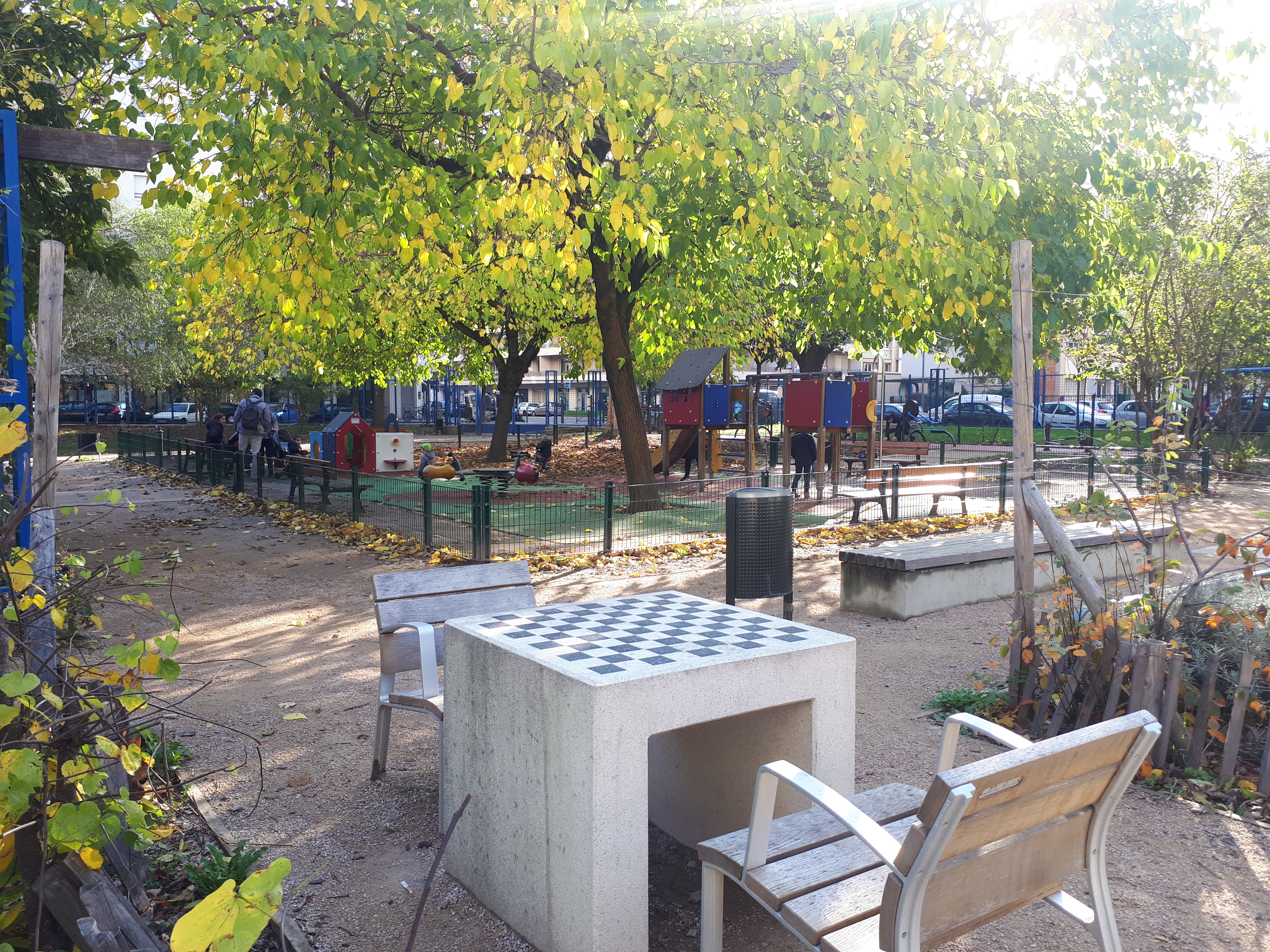
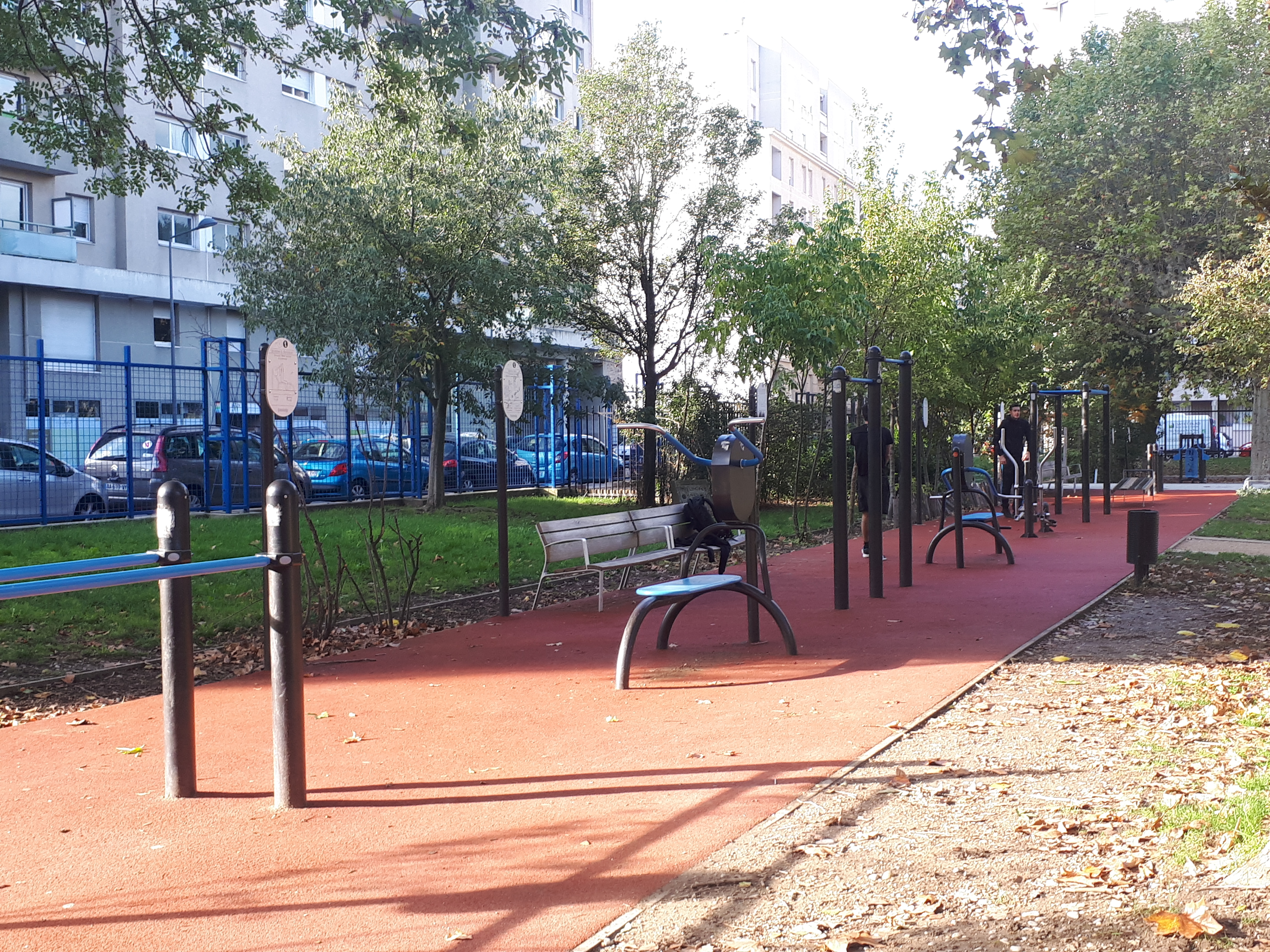